# Partij van Nationale Eenheid (Myanmar)
De Partij van Nationale Eenheid is een politieke partij in Myanmar (Birma).
De partij werd opgericht door de militaire junta en de leden van de Birma Socialistische Programma Partij (BSP) om deel te nemen aan de algemene verkiezingen van 27 mei 1990. De partij werd verslagen door de Nationale Liga voor Democratie met slechts 10 van de 492 zetels (21,9% van de stemmen) in het lagerhuis.
De NUP heeft haar hoofdkantoor in Rangoon. De voorzitter is Tun Yi, een voormalig plaatsvervangend commandant van de strijdkrachten, en de algemeen secretaris is U Than Tin. De partij heeft meegedaan aan de Myanmarese tussentijdse verkiezingen van 2012.